# Enrique Vila-Matas
Enrique Vila-Matas (ur. 31 marca 1948 w Barcelonie) – hiszpański pisarz.

## Życiorys
Studiował prawo i dziennikarstwo, w 1968 został redaktorem w magazynie Fotogramas. W 1970 zrealizował dwa filmy krótkometrażowe Todos los jóvenes tristes i Fin de verano. Służbę wojskową odbywał w Melilli, tam powstała jego debiutancka książka Mujer en el espejo contemplando el paisaje. W 1974 wyjechał do Paryża, mieszkał w mieszkaniu wynajmowanym od Marguerite Duras. Inne jego powieści z wczesnego okresu to La asesina ilustrada (1977), Al sur de los párpados (1980) i Nunca voy al cine (1982).
Uznanie przyniosła mu wydana w 1985 Krótka historia literatury przenośnej, opowieść o tajnym literackim stowarzyszeniu do którego mieliby rzekomo należeć m.in. Federico García Lorca, Marcel Duchamp czy Witold Gombrowicz. W późniejszym okresie skupił się na tworzeniu prozy eseistycznej (jak np. nawiązujący do twórczości Hermana Melville’a Bartleby i spółka), zacierającej granicę między fikcją, esejem a biografią. W 2001 został uhonorowany Premio Rómulo Gallegos (za El viaje vertical).

## Polskie przekłady
- Krótka historia literatury przenośnej, tł. Joanna Karasek, Muza 2007 (Historia abreviada de la literatura portátil 1985)
- Bartleby i spółka, tł. Anna Topczewska, Muza 2007 (Bartleby y compañía 2001)
- Paryż nigdy nie ma końca, tł. Ewa Zaleska, Muza 2007 (París no se acaba nunca 2003)
- Eksploratorzy przepaści, tł. Katarzyna Okrasko, Muza 2010 (Exploradores del abismo 2007)
- Dublineska, tł. Katarzyna Okrasko, W.A.B. 2015 (Dublinesca, 2010).